# Józef Latour
Józef Karol Latour (ur. 17 maja?/29 maja 1853 w Lubarze, zm. 4 września 1933 w Warszawie) – generał lejtnant armii Imperium Rosyjskiego, generał dywizji Wojska Polskiego.

## Życiorys
W 1872 roku ukończył Pietrowskoj Połtawskie Gimnazjum Wojskowe w Połtawie (ros. Петровскую Полтавскую военную гимназию), a dwa lata później Pawłowską Szkołę Wojskową w Petersburgu. W latach 1874–1906 pełnił prawie wyłącznie służbę w szkolnictwie wojskowym. Był kolejno instruktorem, wychowawcą i dowódcą kompanii, a od 1906 roku dyrektorem Orenburskiego, a później Jarosławskiego Korpusu Kadetów. W czasie służby w armii rosyjskiej awansował kolejno na stopień: podporucznika (7 sierpnia 1874), porucznika (17 marca 1877), sztabskapitana (29 maja 1881), kapitana (24 kwietnia 1888), podpułkownika (21 kwietnia 1891), pułkownika (6 grudnia 1895) i generała majora (4 marca 1906). 21 października 1911 roku został przeniesiony w stan spoczynku, w stopniu generała lejtnanta.
Nie wziął udziału w I wojnie światowej, udzielał się w Związku Wojskowych Polaków. Był prezesem okręgu moskiewskiego ZWP.
7 grudnia 1918 roku został przyjęty do Wojska Polskiego z zatwierdzeniem posiadanego stopnia generała porucznika ze starszeństwem od dnia 21 października 1916 roku i przydzielony do Ministerstwa Spraw Wojskowych w Warszawie. Początkowo, od grudnia 1918 roku na stanowisku szefa sekcji szkół oficerskich w Departamencie Naukowo Szkolnym. Jednocześnie był członkiem Rady Naukowej przy tym departamencie. Od kwietnia 1920 roku członek Komitetu Doradczego przy Oddziale III Naukowo-Szkolnym Sztabu Ministerstwa Spraw Wojskowych. 21 kwietnia 1920 roku został zatwierdzony z dniem 1 kwietnia 1920 roku w stopniu generała porucznika, w grupie oficerów byłych Korpusów Wschodnich i byłej armii rosyjskiej. Z dniem 1 kwietnia 1921 roku został przeniesiony w stan spoczynku, w stopniu generała porucznika. 26 października 1923 roku Prezydent RP Stanisław Wojciechowski zatwierdził go w stopniu generała dywizji. Na emeryturze mieszkał w Warszawie, gdzie zmarł 4 września 1933 roku. Pochowany na Cmentarzu Wojskowym na Powązkach w Warszawie (kwatera A18-3-1).
Autor artykułu Jaką szkołę pragniemy mieć w Korpusie Kadetów w książce Polskie Korpusy Kadetów.

## Ordery i odznaczenia
- Krzyż Komandorski Orderu Odrodzenia Polski (7 listopada 1925)[11][12]
- Krzyż Niepodległości (20 grudnia 1932)[13]
- Oficer Orderu Legii Honorowej (Francja, 28 maja 1921)[14]
- Medal Zwycięstwa („Médaille Interalliée”) – 1925[12][15]